# Trinukleotiderkrankungen
Als Trinukleotid-Repeat-Erkrankungen oder expandierende Repeat-Erkrankungen werden erbliche Krankheiten zusammengefasst, deren gemeinsame Mutationsgrundlage eine intragenische Expansion von Basentripletts und gelegentlich auch von aus längeren Multipletts bestehenden DNA-Sequenzen ist („Expansionserkrankung“). Diese Wiederholungen zeigen ein instabiles, d. h. in der Regel expandierendes, Vererbungsmuster und sind aufgrund großer Variabilität ihrer Repeatlänge und ihrer Gewebeverteilung für die unterschiedlich starke Symptomausprägung in den einzelnen Krankheitsbildern verantwortlich. Aufgrund der bei aufeinanderfolgenden Generationen zunehmenden Expansion der Repeats zeigen viele der Trinucleotidrepeaterkrankungen Antizipation.
Anhand der aus den Basentripletts codierten Aminosäuresequenzen lassen sich die Trinukleotiderkrankungen in zwei Gruppen unterteilen, die kodierenden Trinukleotidrepeaterkrankungen (Polyglutaminerkrankungen, Polyalaninerkrankungen) und die nichtkodierenden Trinukleotidrepeaterkrankungen.

## Polyglutaminerkrankungen
Bei den Polyglutaminerkrankungen besteht das repetitive Codon aus der Sequenz CAG und codiert bei der Translation für die Aminosäure Glutamin.
| Typ                                                            | Erbgang | Gen               | Repeat-Einheit | Repeat-Lokation | Normale Repeat-Länge | Pathogene Repeat-Länge |
| -------------------------------------------------------------- | ------- | ----------------- | -------------- | --------------- | -------------------- | ---------------------- |
| Chorea Huntington (HD)                                         | AD      | Huntingtin (HDD)  | (CAG)n         | N-Terminal      | 6–34                 | 36–121                 |
| Dentatorubro-Pallidoluysische Atrophie (DRPLA)                 | AD      | Atrophin          | (CAG)n         | N-Terminal      | 7–34                 | 49–88                  |
| Spinobulbäre Muskelatrophie Typ Kennedy (SBMA)                 | XLR     | Androgen-Rezeptor | (CAG)n         | N-Terminal      | 9–36                 | 38–62                  |
| Spinozerebelläre Ataxie Typ 1 (SCA1)                           | AD      | Ataxin 1 (ATXN1)  | (CAG)n         | N-Terminal      | 6–35                 | 39–82                  |
| Spinozerebelläre Ataxie Typ 2 (SCA2)                           | AD      | Ataxin 2 (ATXN2)  | (CAG)n         | N-Terminal      | 15–24                | 32–200                 |
| Spinozerebelläre Ataxie Typ 3 (Machado-Joseph-Krankheit, SCA3) | AD      | Ataxin 3 (ATXN3)  | (CAG)n         | C-Terminal      | 13–36                | 61–84                  |
| Spinozerebelläre Ataxie Typ 6 (SCA6)                           | AD      | CACNA1A           | (CAG)n         | C-Terminal      | 4–18                 | 20–33                  |
| Spinozerebelläre Ataxie Typ 7 (SCA7)                           | AD      | Ataxin 7 (ATXN7)  | (CAG)n         | N-Terminal      | 4–35                 | 37–306                 |
| Spinozerebelläre Ataxie Typ 17 (SCA17)                         | AD      | TBP               | (CAG)n         |                 | 25–42                | 47–63                  |

## Polyalaninerkrankungen
Bei den Polyalaninerkrankungen besteht das repetitive Codon aus der Sequenz GCG und codiert bei der Translation für die Aminosäure Alanin.
| Typ                                      | Erbgang | Gen    | Repeat-Einheit | Repeat-Lokation | Normale Repeat-Länge | Pathogene Repeat-Länge |
| ---------------------------------------- | ------- | ------ | -------------- | --------------- | -------------------- | ---------------------- |
| Okulopharyngeale Muskeldystrophie (OPMD) | AD (AR) | PABPN1 | (GCG)n         | N-Terminal      | 6                    | 8–13                   |

## Nichtkodierende Repeaterkrankungen
Die nichtkodierenden Repeaterkrankungen sind eine heterogene Gruppe von Erkrankungen, die durch expandierende Trinukleotidrepeats und gelegentlich auch Tetra- und Pentanucleotidrepeats hervorgerufen werden. Die expandierenden Repeats befinden sich bei ihnen außerhalb des Leserahmens, codieren somit nicht für Aminosäuren und führen nicht zu einem veränderten Protein. Sie führen stattdessen entweder zu einer verminderten Proteinbiosynthese und/oder zu einer unphysiologischen Bindung essentieller nukleärer Proteine an die mutierte mRNA (z. B. bei DM1 (DMPK) und DM2 (ZNF9)):
| Typ                                                     | Erbgang   | Gen                | Repeat-Einheit     | Repeat-Lokation | Normale Repeat-Länge | Pathogene Repeat-Länge |
| ------------------------------------------------------- | --------- | ------------------ | ------------------ | --------------- | -------------------- | ---------------------- |
| Fragiles-X-Syndrom (FRAXA)                              | XLR (XLD) | FMR1               | (CGG)n             | 5'-UTR          | 6–60                 | >200                   |
| Fragiles-X-assoziiertes Tremor-/Ataxie-Syndrom (FXTAS)  | XLR (XLD) | FMR1               | (CGG)n             | 5'-UTR          | 6–60                 | 60–200                 |
| Fragiles XE-Syndrom (FRAXE)                             | XLR       | FMR2               | (GCC)n             | 5'-UTR          | 4–39                 | 200–900                |
| Friedreich-Ataxie (FRDA)                                | AR        | FXN                | (GAA)n             | Intron 1        | 6–32                 | 200–1700               |
| Myotone Dystrophie Typ 1 (DM1)                          | AD        | DMPK               | (CTG)n             | 3'-UTR          | 5–37                 | 50–10000               |
| Myotone Dystrophie Typ 2 (DM2)                          | AD        | ZNF9               | (CCTG)n            |                 | 10–26                | 75–11000               |
| Spinozerebelläre Ataxie Typ 8 (SCA8)                    | AD        | SCA8               | (CTG)n             |                 | 16–34                | >74                    |
| Spinozerebelläre Ataxie Typ 10 (SCA10)                  | AD        | SCA10              | (ATTCT)n           |                 | 10–20                | 500–4500               |
| Spinozerebelläre Ataxie Typ 12 (SCA12)                  | AD        | PPP2R2B oder SCA12 | (CAG)n             | 5'-UTR          | 7–45                 | 55–78                  |
| Huntington’s Disease-like 2 (Neuroakanthozytose) (HDL2) | AD        | Junctophilin       | (CAG)n oder (CTG)n |                 | 7–28                 | 66–78                  |